# التعليم الأساسي في فرنسا
تنقسم مرحلة التعليم الأساسي في فرنسا إلى جزئين: روضة الأطفال من سن 2 إلى 6 سنوات والمرحلة الإبتدائية من سن 6 إلى 11 عام. في هذه المرحلة يتعلم الطفل القراءة والكتابة والعدّ، وهي متوفرة بالمجان في المدارس الحكومية.

## مراحل التعليم الأساسي
تتكون مرحلة التعليم الأساسي من ثلاث دورات كل دورة ثلاث سنوات، الدورة الأولى المعروفة بـ (Cycle I)، الدورة الثانية المعروفة بـ (Cycle II)، والدورة الثالثة المعروفة بـ (Cycle III).

### روضة الأطفال
إن مدرسة الروضة (بالفرنسية: école maternelle)‏ التي أنشئت منذ عام 1887 هي مؤسسة تربوية تستقبل التلاميذ ما بين سنتين وست سنوات وغالباً ما يقوم بالتدريس فيها مدرسات. والتعليم في هذه المرحلة ليس إجبارياً إلا أنه يلاقي إقبالاً كبيراً، وتعتبر فرنسا فريدة في هذا المجال. فأكثر من 99% من الأطفال البالغين من العمر ثلاث سنوات يذهبون إلى مدرسة الروضة ومعظمهم في التعليم العلمي، ومن خلال إجراء متابعة دقيقة أمكن إثبات التأثير الإيجابي للتعليم في هذه المرحلة المبكرة على ما يليها من المراحل الدراسية. فهي تسمح ل2.1 مليون طفل بالتدريب على الحياة الاجتماعية وتكوين شخصياتهم وتنمية مَلَكة اللغة، كما تسمح باكتشاف مبكر للمشكلات الحسية والحركية والفكرية مما يساعد على علاجها مبكراً. وبالنسبة للأطفال الذين ينتمون إلى أوساط فقيرة فهي وسيلة فعالة لإدماجهم في المجتمع. وهي تتيح لتلاميذ المرحلة المتقدمة منها البدء في تعلم القراءة، وتختص البلديات بإنشاء وصيانة مدارس الحضانة وتوفير العاملين المساعدين. أما المدرسون والمدرسات فتتولى وزارة التعليم الوطني تعيينهم والإشراف عليهم.
تنقسم مرحلة روضة الأطفال إلى ثلاثة أقسام: قسم روضة الأطفال الصغار والمتوسط التي هي الدورة التعليمية الأولى. أما الدورة الثانية تتكون من ثلاث مراحل أو أقسام:
1. قسم روضة الأطفال الأكبر وبالفرنسية (Grande section de maternelle) المعروفة ب(GS) وهي من سن خمس سنوات.
2. المرحلة الإعدادية وبالفرنسية (Cours préparatoire) المعروفة ب(CP) وهي من سن ست سنوات.
3. السنة الأولى من المرحلة الابتدائية وبالفرنسية (Cours élémentaire 1re année) المعروفة ب(CE1)وهي من سن سبع سنوات.[3]

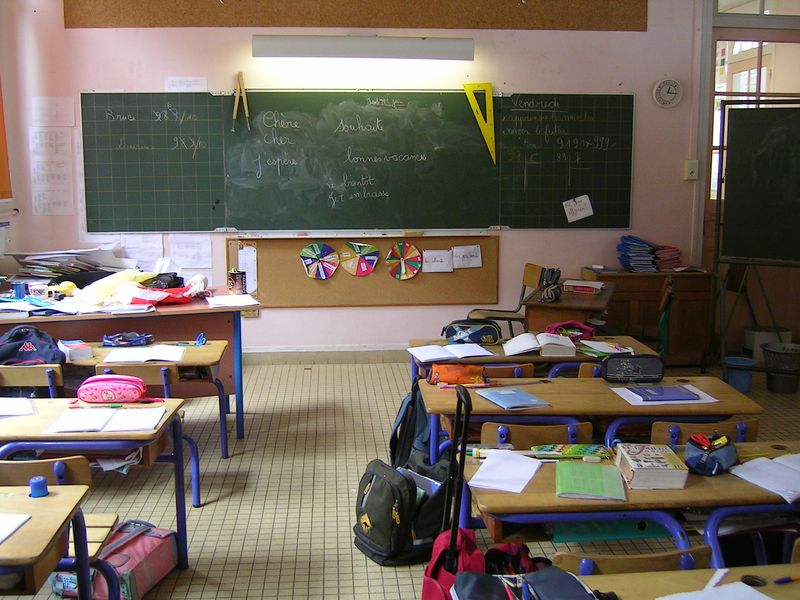
صورة لفصل في مدرسة ابتدائية في فرنسا

### المرحلة الابتدائية
يلتحق الطفل بالمدرسة الابتدائية في السادسة من عمره إلا في بعض الاستثناءات النادرة. والمدرسة الابتدائية العامة تتبع البلديات المحلية منذ عام 1833. وبعد صدور قوانين 1881-1882 بمبادرة من جول فيري أصبح التعليم الابتدائي إجبارياً، كما أصبح التعليم بالمدارس العامة علمانياً ومجانياً.
تأتي مرحلة التعليم الابتدائية بعد مرحلة روضة الأطفال، وهي تعتبر الدورة الثالثة والأخيرة من مراحل التعليم الأساسي، فترة هذه الدورة ثلاث سنوات على النحو التالي:
1. المرحلة الثانية من التعليم الابتدائي وبالفرنسية (Cours élémentaire 2e année) المعروفة ب(CE2) وهي من سن ثمان سنوات.
2. المرحلة المتوسطة الأولى وبالفرنسية (Cours moyen 1re année) المعروفة ب(CM1)  وهي من سن تسع سنوات.
3. المرحلة المتوسطة الثانية وبالفرنسية (Cours moyen 2e année) المعروفة ب(CM2)  وهي من سن عشر سنوات.

## المناهج التعليمية

### المناهج في مرحلة روضة الأطفال
إن الهدف الأول والأساسي في مرحلة روضة الأطفال هو مساعدة الطفل لكي يعتمد على نفسه ويستقل بذاته، وهذا يتحقق من خلال اكتسابه العديد من المعارف والمهارات. هذه المعارف تتمثل في أن يكتسب الطفل لغة تحدّث جيدة ومفهومة للآخرين، منهج تلك المرحلة يتمحور حول عدد من النقاط:
- تعلُّم لغة التحدث واكتشاف الكتابة

إن تعلُّم لغة التحدّث أمر أساسي بالنسبة للأطفال في تلك المرحلة لكي يستطيع المشاركة والتعبير عن نفسه من خلال الكلام، كما أن تعلُّم تلك اللغة يسمح للطفل بأمرين: أولاً معرفة القواعد التي تتحكم في تكوين الجملة بشكل صحيح، وثانياً اكتساب الطفل مفردات لغوية جديدة. يتم التركيز على تعليم الطفل كيفية نطق الحروف الأبجدية وكتابتها في المرحلة الأساسية المعروفة ب(CP).
- إعداد الطفل لكي يصبح طالب

والهدف من ذلك هو جعل الطفل يستطيع أن يدرك ما يلي:
1. ما يجعله متميز عن الآخرين.
2. أن يتعلم كيف يعيش كشخص.
3. أن يعيش ويتعايش مع الآخرين في مجتمع تحكمه قوانين.
4. أن يعرف ما هي المدرسة وما هو مكانه داخلها.

«إعداد طالب» هي خطوة من عملية تصاعدية تتطلب من المدرّس أن يكون مرِن وصارم في الوقت نفسه.
- تعليم الطفل كيف يعبّر من خلال جسده

وفي هذه الجزئية يكتشف الطفل قدراته الجسدية وذلك من خلال ممارسة الأنشطة الرياضية المختلفة والأنشطة التي تحكمها القوانين، بجانب أنشطة التعبير الفني التي تتيح للطفل أن يُكوّن تصوّره الخاص عن جسده. بالإضافة إلى أن الطفل يكتسب مهارات أساسية مثل المشي والتوازن، ويتعلم كيفية التعامل مع الأشياء المختلفة.
- اكتشاف العالم

و في تلك المرحلة يكتشف الطفل العالم القريب منه عن طريق إدراكه للعوامل الزمنية والمكانية المحيطة به؛ فالطفل في هذه المرحلة يقوم بالملاحظة ويطرح العديد من الأسئلة. وهو أيضاً يتعلم كيفية التفكير وتكوين وجهة نظره الخاصة وتقديم أسباب معقولة لتدعيم وجهة نظره؛ وبهذا يصبح الطفل قادرًا على أن يُصنّف ويرتب ويصف الأشياء، وهذا بفضل اللغة إلى جانب الأساليب المختلفة لتقديم المعلومة عن طريق الرسم وعن طريق اللوحات التوضيحية. ويصبح الطفل بعد ذلك قادر على التمييز ما بين الكائنات الحية وغير الحية.
- جعل الطفل قادرًا على الإدراك والتخيّل والإبداع

إن مرحلة روضة الأطفال تُكسب الطفل الحواس الفنية الأولى وتنميها وذلك من خلال الرسم والأعمال اليدوية البسيطة من ناحية والموسيقى المُتمثلة في الأصوات والسمع من ناحية أخرى.

### المناهج في المرحلة الابتدائية

#### تعديل المناهج عام 2008
قدم تشافى داركوس وزير التعليم الفرنسي آنذاك الخطوط العريضة للإصلاح المدارس الابتدائية المتمثلة في إعادة تنظيم الجداول الزمنية المدرسية وإعادة كتابة المناهج الدراسية.

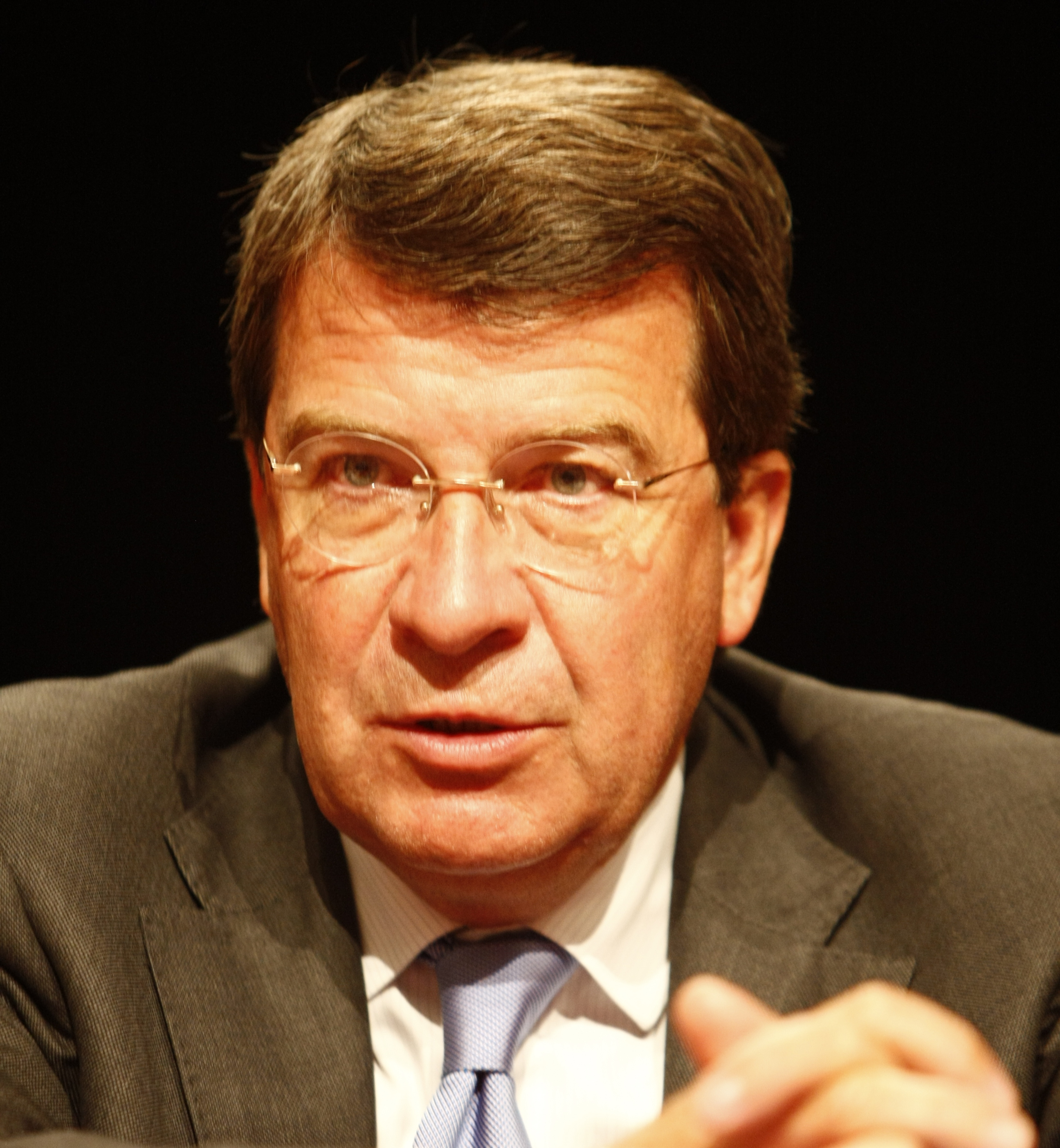
تشافى داركوس وزير التربة والتعليم الفرنسي في الفترة من (2007-2009)

أعلن الوزير ان النتائج المتوقعة من تلك التعديلات: انه في خلال خمس سنوات سيقل عدد التلاميذ الذين يغادرون المدرسة الابتدائية الذين يعانون من صعوبات خطيرة، وسيخفض عدد الطلاب الذين يتأخرون في دراستهم. و أكد داركوس على ان هذه المناهج سوف تتلقى العديد من التغييرات الكبرى التي تجعلها أكثر وضوحا وهذه التغييرات تتمثل فيما يلى:
- التغيير الأول: ويشمل الجداول الزمنية وجعلها أكثر بساطة وأكثر دقة، والتي تحدد مرة واحدة تحديدا دقيقا لجعلها مناسبة وأكثر ملائمة مما كانت عليه في البرامج القديمة. وخاصة بعد إعطاء الأولوية لتعلم الرياضيات واللغة الفرنسية. فأن الجدول الزمني الجديد أعاد تقسيم ساعات الدراسة أسبوعيا، فعلى سبيل المثال زيادة عدد ساعات دراسة اللغة الفرنسية، لتصبح 10 ساعات اسبوعيا في الدورة التعليمية الثانية المعروفة ب (cycle 2)، و 8 ساعات أسبوعيا للدورة التعليمية الثالثة المعروفة ب (cycle 3)، والتي كانت تتراوح ما بين ستة وثمانية ساعات في البرامج السابقة. بالإضافة إلى زيادة عدد ساعات التربية البدنية أي الأنشطة الرياضية لتصبح 4 ساعات أسبوعيا بدلا من 3 ساعات فقط في الأسبوع وفقا للجدول القديم، وهذا التعديل جاء وفقا لإرادة رئيس الجمهورية نيكولا ساركوزي بالإضافة إلى جعل مناهج العلوم والتاريخ والجغرافيا تركيز في الأساس على الممارسة الفنية.
- التغيير الثاني: ويشمل المناهج ويغطي جميع التخصصات، ويهتم بشكل خاص بمناهج اللغة الفرنسية والرياضيات. فبالنسبة للغة الفرنسية فتدريس المفردات والنحو أمر في غاية الأهمية بالنسبة للطفل في المرحلة الابتدائية وهذا يوفر مستقبل أفضل من خلال ممارسة القراءة والكتابة.

اما بالنسبة لمادة الرياضيات، فيجب على الطالب التعرف على الأساسيات التي تنمى مهاراته في الرياضيات وتكون البداية من فصل ال (CE2), فعلى سبيل المثال يجب على الطلاب إتقان العمليات الأربعة (الجمع والطرح والضرب والقسمة) بشكل جيد قبل انتقاله للمرحلة الإعدادية المعروفة ب (collège). بالإضافة إلى تشجيع الطالب على ممارسة الحساب الذهني بشكل يومي مما يكسب الطلاب المهارات الازمة لتشغيل الآلات مثل الآلة الحاسبة في وقت مبكر لمساعدة التلاميذ ولتجنب الأخطاء في العمليات الحسابية. اما فيما يختص بمناهج التاريخ والجغرافيا فهذا التعديل يهدف إلى تدريس هذه المادة بشكل مختلف حيث يدخل على الطالب العنصر الزمنى من خلال معرفته لأهم الاحداث والتواريخ في تاريخ فرنسا. فهذا المنهج الجديد يتيح للطالب التعرف على أهم الاحداث التاريخية على مر العصور مثل اكتشاف كريستوفر كولومبوس لأمريكا والعديد من الأحداث الأخرى، وهذا الأمر لم يكن موجودا في المناهج القديمة. وفي الجزء الخاص بالجغرافيا، إتاحة المناهج الجديدة الفرصة أمام الطلاب للتعرف على الخصائص الجغرافية لفرنسا على المستوى الأوروبي والعالمي.
- التغيير الثالث: وهذا التغيير يتيح للطالب فرصة التعرف على شكل جديد من أشكال المعارف وهذا يتم عن طريق مناهج معدة خصيصا لهذا الغرض، وتبدأ من فصل ال (CE2) وتتمثل هذه المناهج في عرض مقدمة عن تاريخ الفن. وتم وضع عدد ساعات محددة بحد أدنى 20 ساعة سنويا. ويدخل هذا المنهج في مناهج كلا من اللغة الفرنسية والعلوم الجغرافية ويكون هذا في الدورة التعليمية الثالثة المعروفة ب (cycle 3).
- التغيير الرابع: وهذا التغيير يتمثل في تعديل منهج التربية المدنية والأخلاقية. ويسمح هذا المنهج المتطور لطالب أن يكتشف ويتعرف بطريقة تدريجية على القيم والمبادئ والقواعد التي تحكم تنظيم العلاقات الاجتماعية، وتمكنه من رصد القواعد الأساسية والتنظيمية للحياة الديموقراطية. بالإضافة إلى عرض المبادئ الأخلاقية وأهمية سيادة القانون. ويشمل أيضا معرفة الطالب لرموز الجمهورية الفرنسية ورموز الاتحاد الأوروبي. وسمات الأمة الفرنسية، وذلك للمرة الأولى من خلال المناهج الجديدة. وبهذا يكون هدف الوزير من تعديل المناهج لعام 2008 هو إعداد الطلاب لتعلم القراءة والكتابة والحساب مع الحفاظ على خصوصيته، والتركيز على تعلم المفردات. .[7]

#### مناهج المرحلة الأساسية ال (CP) وال (CE1)
الأهداف الأولية في تلك المرحلة هي ان يتعلم الطالب عدة أمور هي:
1. تعلم القراءة.
2. تعلم الكتابة باللغة الفرنسية.
3. معرفة الأرقام وتعلم العد.
4. تعلم كتابة الأرقام (من 1 إلى 10).
5. تعلم الحساب بصورة بسيطة.

يتكون المنهج الدراسي لهذه المرحلة من مادتان أساسيتان هما اللغة الفرنسية والرياضيات إلى جانب الأنشطة المختلفة من رسم وموسيقى ورياضة. وتُدرس كالاتي:
- اللغة الفرنسية

بعد أن ينهى الطفل دراسته في قسم روضة الأطفال الأكبر والمعروفة ب(GS), يكون قد اكتسب الكثير من المفردات اللغوية الجديدة، ويكون قادر على التعبير والتحدث والاستماع للأخرين. ويصبح قادر على فهم قصة إذا قرأها شخص بالغ، وهو مُدرك تماما وبوضوح الصوت الناتج عن نطق الأحرف بالإضافة إلى انه يعرف الأشكال الكتابية للأحرف. أما في المرحلة الاعدادية وبالفرنسية (Cours préparatoire) المعروفة ب(CP)، يكون تعلم القراءة عن طريق تجزئة الكلام، وبهذا يكتسب الطالب تدريجياً المهارات اللازمة لفهم النص. إن تعلم القراءة والكتابة تعتمد في الأساس على الكلمات والجمل والنصوص التي تدعم بعضها البعض والتي يتعلمها الطالب طوال الدورة. والتعليم في هذه المرحلة يقوم على المحادثة واكتساب معنى مفردات كثيرة بجانب إعطاء نبذة صغيرة عن النحو والكتابة.
- الرياضيات

إن معرفة الأرقام وتعلم الحساب هي من الأهداف الأولية في مرحلتي ال(CP) وال (CE1)، إلى جانب حل المسائل والمعادلات الرياضية التي تعتبر نتيجة لعملية تعليم متراكمة أو تتابعية وفي نفس الوقت لا غنى عن ممارسة الحساب الذهني بصورة منتظمة.
- اللغات الأجنبية

يتأخر الطالب في اكتشاف أن هناك لغات كثيرة مختلفة في البيئة المحيطة به، ولذلك تتم توعية الطفل بشكل مبدئي وبسيط أن هناك لغات أجنبية كثيرة تحيط به، ويتم ذلك عن طريق المحادثة. وهذا في مرحلة ال(CP). أما في مرحلة ال (CE1) فإن تعلم اللغة يعتمد المحادثة والكتابة معاً، ويركز على المحادثة بجانب الفهم.
- اكتشاف العالم

في مرحلة ال(CP) وال(CE1) يتعرف الطفل على العالم من حوله، والأشياء المحيطة به من عوامل الزمان والمكان ويتعلم معنى المفردات الخاصة والمتعلقة بالشيء. يقضى الطلاب وقت اكتشافهم للأشياء عن طريق المراقبة واللعب . بالإضافة إلى أنه يكتشف ويتعلم القواعد الأساسية لاستخدام الحاسوب إلى جانب بداية اكتساب الطلاب المهارات اللازمة لاستخدام الكمبيوتر وشبكة الإنترنت.
- التربية المدنية والأخلاق

وفي هذه الجزئية يتعلم الطالب قواعد الأدب والسلوك الاجتماعي، وبالتالي يتحمل المسؤولية تدريجياً ويستقل بذاته شيئا فشيء.

#### مناهج مرحلة ما بعد الأساس الفصول (CE2) و (CM1) و (CM2)
تعتبر هذه المرحلة بمثابة استكمال للمراحل السابقة فأولوية أهداف هذه المرحلة هو استكمال دراسة اللغة الفرنسية والتمكن منها واتقانها جيداً بجانب التعرف على العناصر الأساسية والقواعد الرئيسية لمادة الرياضيات استكمالاً لما درس في المراحل السابقة، ويتعلم الطلاب في هذه المرحلة الكثير والكثير في جميع مجالات الحياة استعداداً لاستكمال المشوار الدراسي ما بعد المرحلة الاساسية.
- اللغة الفرنسية

ان الهدف في تلك المرحلة هو جعل الطالب يتقن اللغة الفرنسية، وذلك يتم من خلال مناهج يدرس فيها الطالب كيفية القراءة والكتابة ويتعرف أيضا على القواعد اللغوية (النحو) والمفردات اللغة، إلى جانب منهج الادب الذي يدعم استقلال الطالب بذاته وتطوير قدراته في القراءة والكتابة. تعد دراسة اللغة الفرنسية وإتقانها أملا أساسي في تلك المرحلة، فاللغة الفرنسية تدخل هنا في جميع المجالات والدراسات، فدراسة كل من العلوم والرياضيات والتاريخ وغيرها تتم باللغة الفرنسية وتتطلب إتقانها بشكل جيد.
- الرياضيات

إن دراسة الرياضيات تنمى قدرة الطالب على البحث والتفكير والتخيل بدقة، فمنذ أن يصل التلميذ إلى فصل ال (CE2) وحتى فصل ال (CM2) ينمى الطالب قدراته، ويتعرف على آلات ومعدات جديدة ويتعلم كيف يستخدمها، يقوى الطالب قدراته ومهاراته في الحساب الذهني وذلك من خلال حل المسائل والمعادلات الرياضية. ان استخدام التلاميذ للمعدات في مادة الرياضيات في تلك المرحلة يعتمد على مهم الطالب اولا ومدى استيعابه للدرس.
- اللغات الأجنبية

تعتبر أنشطة الفهم والتعبير الشفوي هي الامر الأساسي لتعلم اللغات الأجنبية وذلك بدا من فصل ال (CE2), ويمارس الطفل هذه الأنشطة من خلال تعلم مفردات اللغة وطريقة نطق الكلمات، بالإضافة إلى دراسة القواعد اللغوية الأولية مثال أدوات تكوين الجملة.
وينبغي في نهاية فصل ال (CM2) أن يكتسب التلاميذ المهارات اللازمة الأساسية للتواصل المعروفة بمستوى (A1) المحدد من قبل الإطار الأوروبي المرجعي الموحد للغات.
- التجارب العلمية والتكنولوجية

وفي تلك المرحلة الهدف من التجارب العلمية والتكنولوجية هو تحقيق الأهداف التالية:
- فهم ووصف العالم الحقيقي، وطبيعة كل ما ابتكره الإنسان من اختراعات.
- معرفة ودراسة التغيير الناجم عن النشاط البشري.

ولتحقيق هذه الأهداف يجب أن يقوم التلاميذ بالملاحظة، وطرح الأسئلة والتجارب، ولهذا تعتبر المعارف والمهارات المكتسبة في هذه المرحلة ناتجة عن عملية البحث والتحقيق. هذه الأبحاث تطور وتنمى الفضول والإبداع والتفكير النقدي لدى الطالب وتساهم في التقدم العلمي والتقني.
- الثقافة الإنسانية

ويستطيع الطالب من خلال هذه المادة أن يتعرف الطالب على العالم بدراسة التاريخ والجغرافيا ويستطيع أن يدرك مدى تشابك العلاقات في العالم وذلك من خلال العوامل الزمنية والمكانية المحيطة به وبهذا يزداد الفضول وتتطور الملاحظة والتفكير النقدي لدى الطلاب. فالطالب يقوم بأعمال مختلفة مثل عمل الملخصات والجداول الزمنية والخرائط والرسومات.
- تكنولوجيا الكومبيوتر والاتصالات

ومن خلال هذا المنهج تتكون لدى الطالب «الثقافة الرقمية» التي تقوم على الاستخدام السليم للأجهزة الكمبيوتر والوسائط المتعددة والإنترنت، ويبدأ ذلك في المرحلة الابتدائية، من خلال تعلم الطالب كيفية استخدام الأدوات التفاعلية والسيطرة على الوظائف الأساسية للكمبيوتر المتمثلة في:
1. معرفة وظيفة المكونات المختلفة للكمبيوتر
2. استخدام الفارة ولوحة المفاتيح
3. استخدام معالجة النصوص
4. كتابة وثيقة رقمية
5. إرسال واستقبال الرسائل
6. إجراء عملية بحث على الإنترنت
7. تحديد وفرز المعلومات

- التربية المدنية والأخلاق

التربية المدنية والتربية الأخلاقية يسمح لكل طالب أن يندمج بشكل أفضل في المجتمع من خلال الفصل والمدرسة وهذا يؤدي به إلى التفكير في المشاكل العملية الناجمة عن حياته المدرسية، وبالتالي، يتعرف على الأسس الأخلاقية.

## الجدول الزمني
يتكون العام الدراسي من 36 أسبوع تنقسم إلى خمس فترات دراسية على الأقل ويفصل بين كل فترة عطلة تسمى بعطلة الفصول مثل عطلة الصيف وعطلة الخريف في مراحل التعليم الأساسي يتكون الأسبوع الدراسي من 24 ساعة على مدار 4 أيام أسبوعياً - (الإثنين والثلاثاء والخميس والجمعة), وخصصت الوزارة ساعتان أسبوعيا للطلبة الذين يواجهون مشاكل في فهم المناهج الدراسية.
| الصف               | المادة              | عدد الساعات | عدد الساعات | عدد الساعات |
| الصف               | المادة              | اسبوعياً     | سنوياً       |             |
| ------------------ | ------------------- | ----------- | ----------- | ----------- |
| CP                 | اللغة الفرنسية      | 10 ساعات    | 360 ساعة    |             |
| CP                 | الرياضيات           | 5 ساعات     | 180 ساعة    |             |
| CP                 | الأنشطة الرياضية    |             | 108 ساعة    |             |
| CP                 | اللغات الاأجنبية    |             | 54 ساعة     |             |
| CP                 | تاريخ الفنون        |             | 81 ساعة     |             |
| CP                 | اكتشاف العالم       |             | 81 ساعة     |             |
| اجمالى عدد الساعات | اجمالى عدد الساعات  | 24 ساعة     | 864 ساعة    |             |
| CE2, CM1,CM2       | اللغة الفرنسية      | 8 ساعات     | 288 ساعة    |             |
| CE2, CM1,CM2       | الرياضيات           | 5 ساعات     | 180 ساعة    |             |
| CE2, CM1,CM2       | الأنشطة الرياضية    |             | 108 ساعة    |             |
| CE2, CM1,CM2       | اللغات الاجنبية     |             | 54 ساعة     |             |
| CE2, CM1,CM2       | العلوم والتكنولوجيا |             | 78 ساعة     |             |
| CE2, CM1,CM2       | تاريخ الفنون        |             | 78 ساعة     |             |
| CE2, CM1,CM2       | المواد الاجتماعية   |             | 78 ساعة     |             |
| اجمالى عدد الساعات | اجمالى عدد الساعات  | 24 ساعة     | 864 ساعة    |             |

وبهذا يكون عدد الساعات الدراسية سنوياً 864 ساعة بمعدل 24 ساعة اسبوعياً.

## الأنشطة
أما عن الأنشطة، فهناك أهمية كبيرة في أن يقوم الطالب بممارسة الأنشطة بكافة أشكالها، فهذه الأنشطة تنمى قدرات الطالب في جميع مجالات الحياة وتتيح له الفرصة أن يبدع ويتخيل، وأيضًا تحسن من سلوكيات الطالب وتعرفه على كيفية التعامل مع الآخرين من خلال الألعاب الجماعية على سبيل المثال. والأنشطة في المدارس عادته تتمثل في الرياضة والرسم والموسيقى.

## إحصائيات
وفقا لإحصائيات عام 2000 كان يوجد في المدارس الابتدائية 6.4 مليون طفل منهم 800 ألف في المدارس الخاصة. ومجموع المدرسين في هذه المرحلة 300 ألف مدرس. وقد انخفض عدد التلاميذ 900 ألف تلميذ خلال ثلاثين سنة، وتزايدت حدة الانخفاض منذ بداية التسعينيات بسبب انخفاض المواليد اعتباراً من 1981-1982. وقد ترتب على ذلك انخفاض أعداد التلاميذ في كل الفصول، بل وأغلقت بعض الفصول وأحيانا مدارس بأكملها في المناطق الأقل ازدحاماً بالسكان مما قد يساهم في الهجرة السكان من المناطق الريفية برغم من وضع نظام للنقل المدرسي الجماعي. وتواجه المدارس الابتدائية في بعض البلديات الحضرية والقريبة من الحضر مشكلة التباين الثقافي واللغوي بسبب الهجرة. فالأطفال من ذوي الأصول الأجنبية، والذين يمثلون 10% من إجمالي التلاميذ، يتوزعون جغرافيا بتفاوت، ويلتحق 97% منهم بالمدارس العامة.
وفي العام الدراسي 2010-2011 وصل عدد مدارس الحضانة في فرنسا إلى 16 الف و189 مدرسة تنقسم إلى 16 الف و56 مدرسة حكومية و133 مدرسة خاصة. وصل عدد الطلاب في تلك المدارس في العام الدراسي 2010-2011 إلى 2 539 134 طالب بين المدارس الحكومية والخاصة.
أما المدارس الابتدائية فلقد وصل عددها في العام الدراسي 2010-2011 إلى 37609 مدرسة، تنقسم إلى 32 466 مدرسة حكومية و5 143 مدرسة خاصة. وصل عدد الطلاب في تلك المدارس في العام الدراسي 2010-2011 إلى 3 503 600 طالب بين المدارس الحكومية والخاصة...

## وصلات خارجية
- الموقع الرسمى لوزارة التربية والتعليم الفرنسية